# Coupe des Pays-Bas de football 1978-1979
Navigation
Édition précédente Édition suivante
La Coupe des Pays-Bas de football 1978-1979, nommée la KNVB beker, est la 61e édition de la Coupe des Pays-Bas. La finale se joue le 15 mai 1979 au stade Feijenoord à Rotterdam, puis de nouveau dans le même stade le 29 mai 1979 car la première finale se termine sur un score de parité.
Le club vainqueur de la coupe est qualifié pour la Coupe d'Europe des vainqueurs de coupe de football 1979-1980.

## Finale
Lors de la finale à Rotterdam l'Ajax Amsterdam et le FC Twente'65 ne peuvent se départager (1 - 1), la finale doit être rejouée. Deux semaines plus tard l'Ajax et Twente se retrouvent au même endroit et cette fois-ci l'Ajax remporte son huitième titre. La deuxième finale s'achève sur le score de 3 à 0. L'Ajax réussit le doublé coupe-championnat cette saison, Twente qui termine à la 12e place se qualifie pour la Coupe d'Europe des vainqueurs de coupe de football 1979-1980 en tant que finaliste perdant.